# Jens Müller
Jens Müller (Torgau, RDA, 6 de julio de 1965) es un deportista alemán que compitió en luge en la modalidad individual.
Participó en cuatro Juegos Olímpicos de Invierno, obteniendo dos medallas, oro en Calgary 1988 y bronce en Nagano 1998, ambas en la prueba individual, el quinto lugar en Albertville 1992 y el octavo en Lillehammer 1994.
Ganó 14 medallas en el Campeonato Mundial de Luge entre los años 1985 y 2000, y 8 medallas en el Campeonato Europeo de Luge entre los años 1986 y 2000.

## Palmarés internacional
| Representando a la RDA   |                       |                   |            |
| Juegos Olímpicos         |                       |                   |            |
| Año                      | Lugar                 | Medalla           | Prueba     |
| 1988                     | Calgary (Canadá)      | Medalla de oro    | Individual |
| Campeonato Mundial       |                       |                   |            |
| Año                      | Lugar                 | Medalla           | Prueba     |
| 1985                     | Oberhof (RDA)         | Medalla de bronce | Individual |
| 1987                     | Igls (Austria)        | Medalla de plata  | Individual |
| 1989                     | Winterberg (RFA)      | Medalla de plata  | Individual |
| 1989                     | Winterberg (RFA)      | Medalla de plata  | Equipo     |
| 1990                     | Calgary (Canadá)      | Medalla de oro    | Equipo     |
| 1990                     | Calgary (Canadá)      | Medalla de bronce | Individual |
| Campeonato Europeo       |                       |                   |            |
| Año                      | Lugar                 | Medalla           | Prueba     |
| 1986                     | Hammarstrand (Suecia) | Medalla de plata  | Individual |
| 1988                     | Königssee (RFA)       | Medalla de plata  | Equipo     |
| 1990                     | Igls (Austria)        | Medalla de oro    | Equipo     |
| 1990                     | Igls (Austria)        | Medalla de bronce | Individual |
| Representando a Alemania |                       |                   |            |
| Juegos Olímpicos         |                       |                   |            |
| Año                      | Lugar                 | Medalla           | Prueba     |
| 1998                     | Nagano (Japón)        | Medalla de bronce | Individual |
| Campeonato Mundial       |                       |                   |            |
| Año                      | Lugar                 | Medalla           | Prueba     |
| 1991                     | Winterberg (Alemania) | Medalla de oro    | Equipo     |
| 1995                     | Lillehammer (Noruega) | Medalla de oro    | Equipo     |
| 1996                     | Altenberg (Alemania)  | Medalla de plata  | Equipo     |
| 1996                     | Altenberg (Alemania)  | Medalla de bronce | Individual |
| 1997                     | Igls (Austria)        | Medalla de plata  | Equipo     |
| 1999                     | Königssee (Alemania)  | Medalla de plata  | Individual |
| 2000                     | St. Moritz (Suiza)    | Medalla de oro    | Individual |
| 2000                     | St. Moritz (Suiza)    | Medalla de plata  | Equipo     |
| Campeonato Europeo       |                       |                   |            |
| Año                      | Lugar                 | Medalla           | Prueba     |
| 1996                     | Sigulda (Letonia)     | Medalla de oro    | Individual |
| 1996                     | Sigulda (Letonia)     | Medalla de oro    | Equipo     |
| 1998                     | Oberhof (Alemania)    | Medalla de oro    | Equipo     |
| 2000                     | Winterberg (Alemania) | Medalla de oro    | Individual |